# Lluís Salvadó
Josep Lluís Salvadó i Tenesa, né le 27 mars 1969 à La Ràpita en Catalogne, est un homme politique espagnol.
Militant de la Gauche républicaine de Catalogne (ERC) depuis 1991, il est conseiller municipal de La Ràpita de 1994 à 2005, et maire entre 1996 et 1998. Il est délégué du gouvernement dans les Terres de l'Ebre sous les deux gouvernements tripartites, de 2004 à 2010. Il accède ensuite à des responsabilités politiques régionales, en tant que secrétaire général adjoint d'ERC depuis 2011, et député au Parlement de Catalogne de 2012 à 2020. 
Il est secrétaire à la fiscalité dans le gouvernement de Carles Puigdemont de 2016 à 2017.

## Biographie

### Jeunesse
Josep Lluís Salvadó i Tenesa est né le 27 mars 1969 à La Ràpita, dans les Terres de l'Ebre, en Catalogne. Il a une formation d'ingénieur industriel de l'Escola Tècnica Superior d'Enginyeria Industrial de Barcelona (ETSEIB), et il est titulaire d'un troisième cycle de direction générale d'entreprises de l'Universitat Oberta de Catalunya (UOC). Il a exercé des fonctions de direction dans le secteur privé pendant dix ans.
Il débute en politique comme membre fondateur du Bloc d'Estudiants Independentistes (ca) (BEI) en 1988. Il milite pour Catalunya Lliure (ca) entre 1988 et 1991, date à laquelle il adhère à Esquerra Republicana de Catalunya (ERC). Entre 1992 et 1994, il est membre de l'exécutif national des Joventuts d'Esquerra Republicana de Catalunya (ca) (JERC).

### Conseiller municipal et maire de La Ràpita
Lluís Salvadó est conseiller municipal de La Ràpita entre 1994 et 2005. Entre octobre 1996 et février 1998, il est maire de la ville, en vertu d'un pacte entre Esquerra Republicana de Catalunya (ERC), le Parti des socialistes de Catalogne (PSC) et Iniciativa per Catalunya Verds (ICV), qui se partagent le gouvernement municipal de 1995 à 1999.
En juin 2003, un accord entre le PSC, ERC et Independents per l'Ebre au conseil comarcal du Montsià, dont fait partie La Ràpita, leur permet de former une majorité ; Lluís Salvadó et le socialiste Miquel Alonso se partagent la présidence du conseil.
Lluís Salvadó démissionne du conseil municipal en 2005. Josep Caparrós lui succède comme tête de liste d'ERC pour les élections municipales de 2007.
En parallèle, il accède à des fonctions dirigeantes dans la fédération locale du parti. Il préside la fédération d'ERC des Terres de l'Ebre entre 2000 et 2004, puis il est secrétaire à l'organisation de cette même fédération entre 2004 et 2012.

### Délégué du gouvernement dans les Terres de l'Ebre
En janvier 2004, Lluís Salvadó est nommé délégué du gouvernement dans les Terres de l'Ebre par le nouveau gouvernement tripartite de Pasqual Maragall, auquel participe Esquerra Republicana de Catalunya (ERC).
En mai 2006, le conflit sur le nouveau statut d'autonomie conduit à l'éclatement de la coalition gouvernementale et à l'exclusion d'ERC du gouvernement. Lluís Salvadó et les autres directeurs territoriaux d'ERC quittent leurs fonctions. Il est remplacé par Miquel Castelló du PSC.
Après les élections au Parlement de Catalogne de 2006, la formation du deuxième gouvernement tripartite de José Montilla permet à Lluís Salvadó d'être de nouveau désigné délégué du gouvernement dans les Terres de l'Ebre en décembre 2006.
En avril 2008, il entre en conflit avec le gouvernement en raison de son opposition au transvasement de l'Ebre pour alimenter l'aire métropolitaine de Barcelone. Il menace de démissionner si le gouvernement poursuit son projet de connecter temporairement le Sègre avec le Llobregat, pour capter l'eau du premier au bénéfice de l'aire métropolitaine. Le président José Montilla l'incite à quitter ses fonctions s'il ne soutient pas la politique du gouvernement dont il est le délégué, ce que la fédération locale d'ERC qualifie de méthodes « staliniennes »,.
La régulation des correbous (ca), populaires dans les Terres de l'Ebre mais critiquées par les défenseurs des animaux, est l'un des sujets les plus importants qu'il est amené à traiter. Pour organiser l'application de la loi de protection des animaux de 2003, le délégué Lluís Salvadó fait élaborer un code de bonnes pratiques, qui encadre les correbous pour réduire la souffrance animale. Après l'adoption de la loi de 2010, il interdit pour la première fois les correbous à Camarles, en décembre 2010, puis à Paüls, en janvier 2011 au motif que ces fêtes n'ont pas le caractère traditionnel exigé par la loi dans ces localités du Baix Ebre,.
Entre 2004 et 2009, il est également président du Consorci Memorial de la Batalla de l’Ebre (COMEBE). A cette fonction, il travaille à la création d'un complexe muséistique consacré à la guerre civile espagnole, qui comprend la signalisation des lieux de mémoire de la bataille de l'Ebre, cinq musées thématiques, et un mémorial pour donner une sépulture digne aux soldats tombés pendant la bataille.
Ses fonctions prennent fin après l'arrivée au pouvoir du nouveau gouvernement d'Artur Mas (CiU), à la suite des élections du 28 novembre 2010. Il est remplacé par Xavier Pallarès i Povill (CDC) en janvier 2011. Le nouveau délégué du gouvernement est plus favorable aux correbous que son prédécesseur : il les autorise de nouveau à Camarles l'année suivant leur interdiction, ainsi que dans d'autres municipalités du Baix Ebre.
Comme d'autres responsables politiques de l'ancienne majorité tripartite, Lluís Salvadó est recruté comme conseiller à la députation de Barcelone en août 2011.

### Ascension politique régionale
La période de conflits internes et de renouvellement qui accompagne la fin de la coalition tripartite permet à Lluís Salvadó d'accéder à des fonctions dirigeantes au sein d'Esquerra Republicana de Catalunya (ERC). Après le congrès de 2008, qui a vu la défaite du président Josep-Lluís Carod-Rovira et la victoire de Joan Puigcercós, il fait partie, avec Enric Aloy, Marina Llansana et Carles Mundó, des quatre partisans de Carod-Rovira qui entrent à la direction en juillet 2009, dans le cadre de la politique de réconciliation interne du parti. Il entre à l'exécutif national d'ERC comme secrétaire à la politique territoriale et à l'environnement.
L'année suivante, la réorganisation de la direction après la défaite éléctorale aux élections du 28 novembre 2010 lui permet d'accéder à des responsabilités plus importantes. Il devient le numéro 3 du parti en décembre 2010, au poste de vice-secrétaire général à la stratégie aux relations institutionnelles, où il succède à Enric Aloy, tandis que Marta Rovira est désignée vice-secrétaire générale à l'action sectorielle et aux programmes à la place de Marina Llansana.
En 2011, il se rallie à la candidature à la direction du parti Construïm Confiança conduite par Oriol Junqueras et Marta Rovira, pour faire partie de la nouvelle équipe de direction. La candidature est victorieuse, et Lluís Salvadó est élu secrétaire général adjoint lors du XXVIe congrès d'ERC à Gérone le 1er octobre 2011, sans difficulté mais avec 286 votes négatifs sur 1562.
Au sein de la nouvelle direction, il est le responsable des campagnes électorales d'ERC aux élections générales espagnoles de novembre 2011, puis aux élections au Parlement de Catalogne de novembre 2012. A ce titre, il est l'un des ordonnateurs du succès d'ERC en 2012, qui, après la lourde défaite enregistrée en 2010, devient la deuxième force politique de Catalogne. Il organise également les campagnes d'ERC pour les élections européennes de mai 2014, la consultation sur l'indépendance du 9 novembre 2014, les élections municipales de mai 2015, les élections au Parlement de Catalogne de septembre 2015 et les élections générales espagnoles de décembre 2015,,,,.
Après son entrée au gouvernement, Sergi Sabrià lui succède comme directeur de campagne pour les élections générales espagnoles de juin 2016.

### Député au Parlement de Catalogne
Aux élections au Parlement de Catalogne du 28 novembre 2010, Lluís Salvadó est candidat en deuxième position sur la liste d'Esquerra Republicana de Catalunya (ERC) dans la circonscription de Tarragone, derrière la tête de liste, Sergi de los Ríos. ERC perd deux députés et n'obtient qu'un seul siège dans cette circonscription.
En 2012, la constitution des listes électorales réanime des tensions internes au sein d'ERC, qui mettent à l'épreuve la nouvelle direction du parti. L'unique député de la circonscription de Tarragone, Sergi de los Rios, a quitté la vie politique. Lluís Salvadó, qui représente la fédération des Terres de l'Ebre, est en concurrence avec Josep Andreu, qui préside la fédération du Camp de Tarragone. La tête de liste est habituellement désignée par cette dernière. La direction nationale du parti semble d'abord favoriser Lluís Salvadó, mais le poids de la fédération du Camp de Tarragone conduit à attribuer le premier rang de la candidature à Josep Andreu. Lluís Salvadó est à nouveau le numéro 2 de la liste,.
Aux élections du 25 novembre 2012, ERC double sa représentation parlementaire et devient la deuxième force politique de Catalogne. Dans la circonscription de Tarragone, elle passe de 1 à 3 sièges, à égalité avec ses meilleurs résultats passés. Lluís Salvadó est élu député au Parlement de Catalogne,.
Il est l'un des principaux négociateurs d'ERC, avec Marta Rovira et Pere Aragonès, lors des négociations avec Convergence et Union (CiU), qui aboutissent à la conclusion du Pacte pour la liberté et la formation du deuxième gouvernement d'Artur Mas en décembre 2012. Au cours de la législature, il est porte-parole adjoint d'ERC, et assiste la porte-parole parlementaire Marta Rovira dans les relations avec CiU. Il est notamment chargé de négocier la création des « structures d'État » qui doivent jeter les bases institutionnelles du futur État catalan, en particulier la création d'une administration fiscale. Au Parlement, il est membre de la députation permanente, de la commission de l'économie, des finances et du budget, et de la commission du règlement. Il est rapporteur pour ERC lors de l'examen des projets de loi d'accompagnement des budgets 2014 et 2015, et du projet de loi sur l'ordonnancement des corps de rattachement exclusif à l'Agence tributaire de Catalogne en mars-avril 2015.
Il est désigné candidat pour les élections plébiscitaires du 27 septembre 2015, au deuxième rang de la candidature d'ERC dans la circonscription de Tarragone, après le candidat indépendant issu de l'Assemblée nationale catalane (ANC), Ferran Civit. Il est placé en sixième position sur la liste indépendantiste unitaire de Junts pel Sí, où ERC se présente en coalition électorale avec Convergència et des candidats indépendants. Junts pel Sí obtient neuf députés, un de moins que l'addition des sièges obtenus par CiU et ERC en 2012. Lluís Salvadó est réélu député, mais il démissionne en janvier 2016 pour entrer au gouvernement. Il est remplacé par Carles Prats, numéro 10 de Junts pel Sí à Tarragone, et issu de Demòcrates de Catalunya (DC).

### Secrétaire à la Fiscalité
En janvier 2016, Lluís Salvadó est pressenti pour entrer au gouvernement en tant que conseiller à la gouvernance.
Il est cependant nommé secrétaire à la Fiscalité dans le nouveau gouvernement de Carles Puigdemont, où il succède à Elsa Artadi. Il occupe, avec le secrétaire à l'Économie Pere Aragonès, une fonction centrale dans le ministère de l'économie dirigé par le vice-président Oriol Junqueras. Il a la responsabilité de mettre en place l'administration fiscale catalane, l'une des principales structures d'État que le gouvernement entend consolider. 
Il conduit le développement de l'Agence tributaire de Catalogne (ATC), qui doit être l'embryon de la future administration fiscale. Le gouvernement prévoit d'ouvrir 15 nouvelles agences des impôts sur le territoire, et de doubler le personnel de l'ATC, pour passer de 378 à 800 agents au cours de l'année 2017. L'ATC doit ainsi pouvoir assumer de nouvelles fonctions, pour exercer pleinement toutes les compétences octroyées à la Généralité par le statut d'autonomie, et préparer sa transformation en administration fiscale unique d'un État indépendant. L'objectif de Lluís Salvadó est de conduire ce projet en un temps record, au cours d'une législature réduite à 18 mois.
Lluís Salvadó fait partie des quatorze personnes arrêtées le 20 septembre 2017 dans le cadre de l'opération Anubis menée par la justice espagnole.